# CARNAVAL (ZELDAのアルバム)
『CARNAVAL』（カルナヴァル）は、1983年11月5日にリリースされたZELDAの2枚目のスタジオ・アルバム。発売元は日本フォノグラム。LP、カセットテープで同時発売された。サウンドプロデューサーは白井良明。

## 解説
前作のファースト・アルバム『ZELDA』は、メジャー・デビュー前から交流のあったLIZARDのモモヨ（菅原庸介）をプロデューサーとして、東京ロッカーズの影響を受けたパンク・ロック色の強い音作りとなった。しかしながら初のメジャーレーベルでの制作ということで、自由かつ自主的に制作できたインディーズ時代とは異なり、制作には様々な制約もあった。
これに対し、2作目の『CARNAVAL』と3作目の『空色帽子の日』では、ムーンライダーズの白井良明をプロデューサーに迎え、本作では武川雅寛、小林克也、矢口博康、美尾洋乃、小滝満など、ムーンライダーズ関係の人脈を中心に多彩なゲストを招き、ニュー・ウェイヴ色を強めた自由奔放な音作りで初期ZELDAのカラーを固めた。全曲の編曲を白井が手掛けており、ムーンライダーズらしいひねったポップセンスが散りばめられている。
また収録曲の「Are You "Lucky" ? ―ラッキー少年のうた」は、ムーンライダーズのリーダー・鈴木慶一とZELDAの共作である。ただし鈴木慶一は楽曲提供のみで、ゲストミュージシャンにはクレジットされていない。
同じ白井のプロデュースによる、初期ZELDAの最高傑作と評される『空色帽子の日』と並び、ZELDAらしい独自の世界観が発揮された、初期ZELDAを代表する作品のひとつである。アルバムジャケットのアートワークも、1980年代風の思い思いの衣装に身を包んだメンバー4人が、夜の森の中で楽器を持った人形たちとともに音楽会を繰り広げるといった、ロック色の濃い前作とは異なったファンタスティックなデザインとなっている。
本作の収録曲「スローターハウス」は、山川直人監督の日本映画『ビリィ★ザ★キッドの新しい夜明け』挿入歌となっており、当時のメンバー全員が映画にバンド「ZELDA」として出演し、挿入歌と主題歌を担当した。

## 収録曲
1. うめたて
  - 作詞：高橋佐代子／作曲：高橋佐代子・小嶋さちほ／編曲：ZELDA・白井良明

初期ZELDAの定番にして、東京出身の高橋[注釈 1]の原風景である「埋立地」を歌った楽曲の代表作。バスに乗って毎日埋立地へ行く少女の心象風景が描かれ、工場や団地、キリンに見立てたクレーンなどが次々とテンポよく描かれる。また2000年代以降はあまり用いられなくなった「飯場」の表現もみられる[1][3]。
2. 私の楽団
  - 作詞：高橋佐代子／作曲：小澤亜子／編曲：ZELDA・白井良明

楽団（オーケストラ）の曲名にふさわしく、白井によるストリングスアレンジが施され、武川雅寛や美尾洋乃らによるヴァイオリン、ヴィオラ、チェロの弦楽三重奏が参加している[1][3]。
3. サラブレッド（ソナタII）
  - 作詞：高橋佐代子／作曲：高橋佐代子・小嶋さちほ／編曲：ZELDA・白井良明

サラブレッドやメリーゴーランドが登場する、馬をモチーフとした楽曲。
4. Are You "Lucky" ? ―ラッキー少年のうた
  - 作詞：鈴木慶一・高橋佐代子／作曲：鈴木慶一・ZELDA／編曲：ZELDA・白井良明

鈴木慶一とZELDAの共作。1980年代に多く見られた「少年」をモチーフとした楽曲。
5. スローターハウス
  - 作詞：高橋佐代子／作曲：小嶋さちほ／編曲：ZELDA・白井良明

山川直人監督の映画『ビリィ★ザ★キッドの新しい夜明け』挿入歌。「スローターハウス」は屠場のことで、映画の舞台である酒場の店名。映画では酒場でZELDAがこの楽曲を歌うシーンがある。
酒場の名はカート・ヴォネガットの小説『スローターハウス5』から取られており、オリジナルはヴォネガットの同作によることがアルバムのライナーノーツにも記載されている[3]。
6. 天鵞絨の島
  - 作詞：高橋佐代子／作曲：石原富紀江／編曲：ZELDA・白井良明
7. セイレーン
  - 作詞：高橋佐代子／作曲：小澤亜子／編曲：ZELDA・白井良明

「セイレーン」はギリシア神話に登場する女性の怪物。海上から美しい歌声で人を惑わし、船を難破させると言われた。歌詞ではウォーターフロントの高速道路と港湾、誘いかける精霊の声が描かれている。
8. 東京TOWER
  - 作詞：小嶋さちほ／作曲：小嶋さちほ／編曲：ZELDA・白井良明

この曲のみ高橋ではなく、小嶋が作詞とボーカルを担当している。
東京タワーから飛び降り自殺を図った「私」が、地上に落下せず空中を上昇していき、東京の街のイルミネーションを眺めるという物語的な歌詞。最後はだんだんテンポを速めながら曲が終わる。
9. Z-JA-Z
  - 作詞：高橋佐代子／作曲：高橋佐代子・小嶋さちほ／編曲：ZELDA・白井良明

曲名どおり、ZELDAがジャズに挑戦した楽曲。なおZELDAのバンド名は、1920年代アメリカのジャズ・エイジのフラッパーを象徴する女性とされたゼルダ・フィッツジェラルドにちなむ。
10. 遊糸飛行
  - 作詞：高橋佐代子／作曲：ZELDA／編曲：ZELDA・白井良明

前作『ZELDA』の頃の「暗黒ZELDA」と呼ばれた傾向に近いパンク・ロック的な楽曲だが、白井のアレンジによりポップさも加味されている。

## 参加アーティスト
出典はアルバムのライナーノーツによる。
- ZELDA
  - 高橋佐代子：ボーカル、クラリネット、バックグラウンドボーカル
  - 小嶋さちほ：ベース、ボーカル、バックグラウンドボーカル、キーボード、パーカッション
  - 石原富紀江：ギター、ベース、バックグラウンドボーカル、パーカッション
  - 小澤亜子：ドラムス、パーカッション、バックグラウンドボーカル、シンセサイザー、キーボード
- 白井良明：アコースティックギター、パーカッション、ストリングスアレンジ
- 小林克也：ラップボーカル
- 小滝満：シンセサイザー
- 矢口博康：サックス
- 武川雅寛：ヴァイオリン
- 美尾洋乃：ヴィオラ
- Yasushi Sakai：チェロ

## バージョン
- LP - 1987年4月1日発売。規格品番：28PL-64。
- CT - 1987年4月1日発売。規格品番：28LT-64。
- CD - 1989年発売。規格品番：PLD-8025。
- CD（CD選書 Q盤） - 1994年発売。規格品番：PHCL-8025。